# 多梅尼奥
多梅尼奥，是西班牙巴伦西亚自治区巴伦西亚省的一个市镇。总面积69平方公里，总人口526人（2001年），人口密度8人/平方公里。